# Ivana Vanjak
Ivana Vanjak (* 30. Mai 1995 in Frankfurt am Main) ist eine deutsch-kroatische Volleyballspielerin.

## Karriere
Vanjak spielte in ihrer Jugend bei der TG Bad Soden. In der Saison 2012/13 stand sie im Kader des Bundesligisten 1. VC Wiesbaden. Anschließend ging sie in die Vereinigten Staaten, wo sie für die Stanford University im kalifornischen Palo Alto spielte. Mit ihrem Team wurde sie 2016 zum „NCAA Women's Division I Champion“. Im Frühjahr 2017 hatte Vanjak einen Kurzeinsatz in der deutschen 2. Bundesliga bei ihrem Heimatverein TG Bad Soden. Zur Saison 2017/18 wechselte die Außenangreiferin zum Bundesligisten USC Münster. Im Auswärtsspiel am 21. November 2018 beim SC Potsdam erlitt Vanjak einen Kreuzbandriss, sodass sie für den Rest der Saison ausfiel. 2020 verließ sie den USC Münster und wechselte nach Frankreich zu ASPTT Mulhouse. Ende 2021 schloss sie sich dem türkischen Erstligisten Kuzeyboru GSK an. Ein Vertrag für die Saison 2022/23 beim chinesischen Verein Shenzhen Zhongsai wurde wegen eines erneuten Kreuzbandrisses aufgelöst. 2023 wurde Vanjak vom deutschen Meister Allianz MTV Stuttgart verpflichtet, mit dem sie den VBL-Supercup und den DVV-Pokal gewann.
Nach einem kurzen Intermezzo 2024 in Indonesien bei Jakarta Pertamina Enduro spielt Vanjak in Griechenland bei Olympiakos Piräus, mit dem sie 2025 das nationale Double gewann.
Seit 2018 spielte Vanjak auch in der deutschen Nationalmannschaft, mit der sie bei der Weltmeisterschaft in Japan Platz elf erreichte. Bei einem Vorbereitungsspiel zur WM 2022 erlitt Vanjak eine schwere Knieverletzung.

## Privates
Vanjaks Eltern stammen aus Kroatien. Ihre drei Geschwister sind ebenfalls sportlich sehr aktiv und spielen Volleyball bzw. Basketball.